# Lingue delle Temotu
Le lingue delle Temotu, che prendono il nome dalla Provincia di Temotu delle Isole Salomone, sono un gruppo di lingue oceaniche proposto da Malcolm Ross e Næss.

## Storia della classificazione

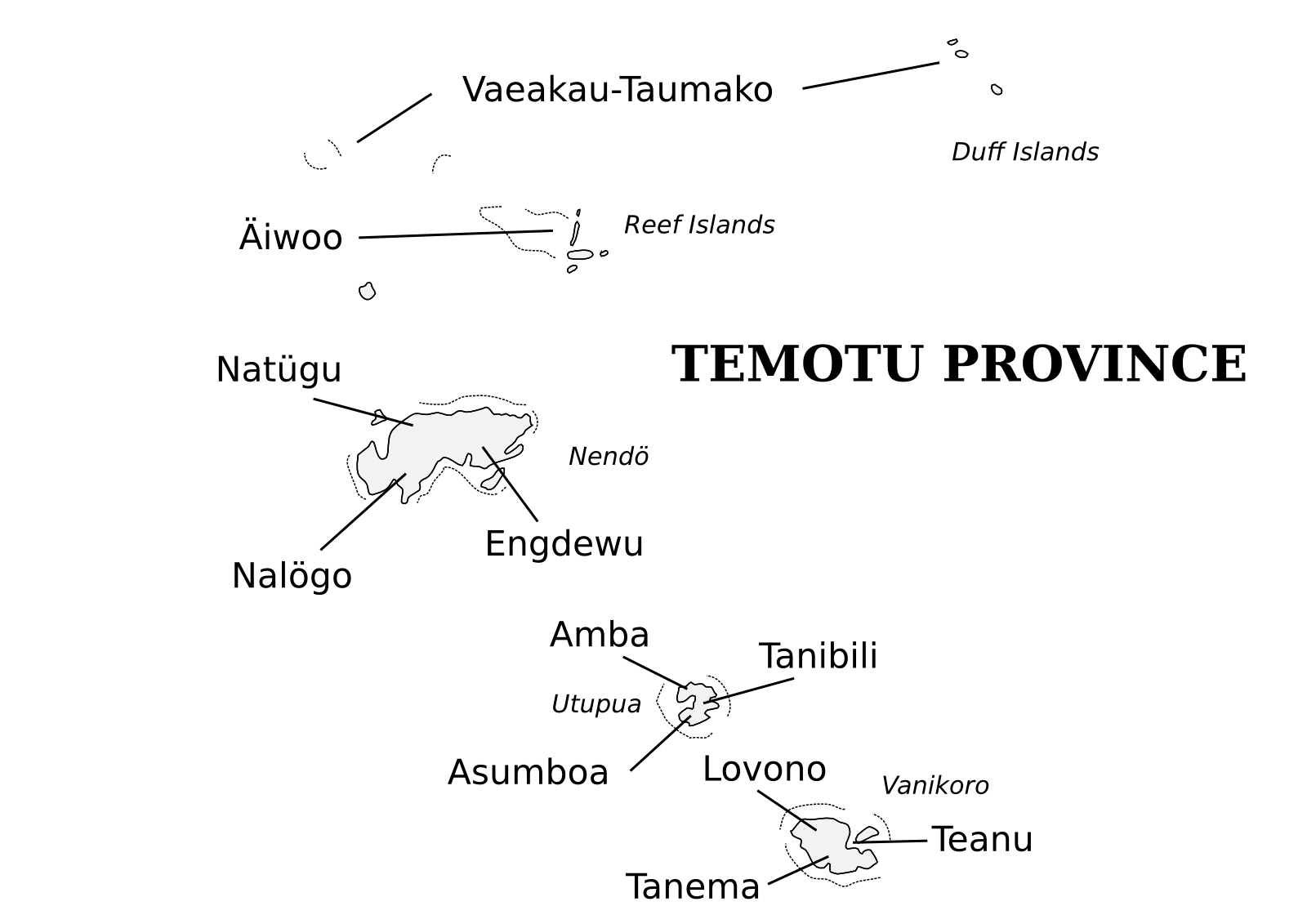
Mappa delle dieci lingue del gruppo Temotu, più la lingua vaeakau-taumako, una lingua polinesiana.

Le lingue Reefs-Santa Cruz sono state precedentemente considerate papuane, ma Ross e Næss (2007) propongono che le lingue Utupua-Vanikoro, precedentemente considerate lingue oceaniche centro-orientali sono ad esse imparentate.
Tuttavia, Roger Blench propone che le peculiarità delle lingue Utupua-Vanikoro, che considera due gruppi separati, è dovuta al fatto che sono in realtà lingue non-austronesiane.
Dato che le tre lingue Utupua e le tre lingue Vanikoro sono altamente distinte tra di loro, Blench dubita che queste lingue si siano diversificate sulle rispettive isole, ma che piuttosto sono migrate sulle isole da un altro luogo di origine.
Secondo Blench, questo può essere ricollegato storicamente all'espansione demografica dalla cultura Lapita, che consisteva sia di popolazioni austronesiane che non-austronesiane in viaggio dalla patria Lapita nell'arcipelago di Bismarck.

## Lingue
Questo gruppo è così suddiviso secondo Ross e Næss (2007):
- lingue Reefs-Santa Cruz: äiwoo, natügu, nagu.
- Utupua: nebao, asuboa, tanibili.
- Vanikoro: buma, vano, tanema.

Ethnologue suggerisce invece questa classificazione:
- Gruppo Reefs–Santa Cruz: Äiwoo [nfl], Engdewu [ngr], Nalögo o Santa Cruz [nlz], Natügu [ntu].
- Gruppo Utupua-Vanikoro:
  - Lovono o Vano [vnk], Tanema o Tetai [tnx], Teanu o Buma [tkw].
  - Sottogruppo Utupua: Amba o Nebao [utp], Asumboa [aua], Tanibili o Nyisunggu [tbe].